# Gårdsjön (Röke socken, Skåne, 624149-135505)
Gårdsjön är en sjö i Hässleholms kommun i Skåne och ingår i Helge ås huvudavrinningsområde. Sjön har en area på 0,0699 kvadratkilometer och ligger 108 meter över havet.

## Delavrinningsområde
Gårdsjön ingår i det delavrinningsområde (624070-135695) som SMHI kallar för Utloppet av Algustorpasjön. Medelhöjden är 125 meter över havet och ytan är 37,43 kvadratkilometer. Det finns inga avrinningsområden uppströms utan avrinningsområdet är högsta punkten. Hörlingeån (Röke å) som avvattnar avrinningsområdet har biflödesordning 3, vilket innebär att vattnet flödar genom totalt 3 vattendrag innan det når havet efter 105 kilometer. Avrinningsområdet består mestadels av skog (61 procent) och sankmarker (18 procent). Avrinningsområdet har 1,24 kvadratkilometer vattenytor vilket ger det en sjöprocent på 3,3 procent.